# Скробоцин
Скробоцин (пол. Skrobocin) — село в Польщі, у гміні Сонськ Цехановського повіту Мазовецького воєводства.
Населення — 76 осіб (2011).
У 1975-1998 роках село належало до Цехановського воєводства.

## Демографія
Демографічна структура станом на 31 березня 2011 року:
|          | Загалом | Допрацездатний вік | Працездатний вік | Постпрацездатний вік |
| -------- | ------- | ------------------ | ---------------- | -------------------- |
| Чоловіки | 40      | 9                  | 27               | 4                    |
| Жінки    | 36      | 6                  | 21               | 9                    |
| Разом    | 76      | 15                 | 48               | 13                   |